# Union Européenne de Cyclisme
Die Union Européenne de Cyclisme (englisch European Cycling Union, abgekürzt UEC) ist der Europäische Radsportverband, Mitglied des Weltradsportverbandes Union Cycliste Internationale. Die UEC umfasst 51 nationale Verbände als Vollmitglieder und einen assoziierten Verband (Stand: Juli 2025).

## Geschichte
Im Zuge der Internationalisierung des Radsports wurde Anfang der 1990er Jahre eine stärkere Zusammenarbeit der nationalen Radsportverbände in Europa für wichtig erachtet, um deren Gewicht im Weltverband zu stärken. Dies wurde umso dringlicher, als dass einzig in Europa noch kein Kontinentalverband bestand. Daher wurde am 7. April 1990 in Zürich die Gründungsversammlung der UEC abgehalten, der die Radsportverbände beider deutscher Staaten (BDR und DRSV) noch als getrennte Mitglieder beitraten, ebenso wie die Verbände Österreichs (ÖRV), Luxemburgs und Liechtensteins uvm. Die UEC sollte ihre Aufgaben in enger Zusammenarbeit mit der UCI und deren Unterverbänden wahrnehmen, der „Fédération Internationale de Cyclisme Professionnel“ (FICP) für Profis und der „Fédération Internationale Amateur de Cyclisme“ (FIAC) für Amateure. Mit dem Ende der Trennung zwischen Profis und Amateuren im Radsport  Mitte der 1990er Jahre wurde letzterer Punkt hinfällig. Der Hauptsitz befindet sich im Maison du Sport International in Lausanne in der Schweiz.
Im Februar 2019 beschloss das Management Board der UEC als erster Sportverband, dass künftig jeweils mindestens zwei Frauen im siebenköpfigen Board und mindestens vier Frauen in der 15-köpfigen General Assembly sitzen müssen. Aus dem D-A-CH-Gebiet gehören derzeit der Präsident, Rocco Cattaneo, aus der Schweiz sowie der deutsche Vertreter Martin Wolf vom Bund Deutscher Radfahrer dem Board an (Stand 2019). Zudem wurde die Bildung eines Paracycling-Komitees beschlossen.
Im März 2019 hatte die UEC eine historische Premiere: Ihre 32. Generalversammlung fand gemeinsam mit der 9. Generalversammlung des afrikanischen Verbandes Confédération Africaine de Cyclisme (CAC) in Rom statt. Es nahmen 44 Vertreter von insgesamt 50 europäischen Föderationen und 37 der 52 afrikanischen Föderationen an dem Kongress teil. Ziel sei es, auch aus geographischen Gründen, die Zusammenarbeit zwischen den Verbänden in Zukunft zu verstärken. Die Delegierten wurden von Papst Franziskus empfangen.

## Aufgaben
Laut den Statuten des Verbandes liegen seine Aufgaben neben der Ausrichtung kontinentaler Wettkämpfe u. a. in der Förderung der Zusammenarbeit zwischen nationalen Verbänden sowie des Radsports im Allgemeinen, der Liaison zwischen den Verbänden und dem Weltverband, der jährlichen Aufstellung des europäischen Rennkalenders (UCI Europe Tour) sowie im Kampf gegen Doping und Diskriminierung im Sport.

## Europameisterschaften
Hauptaufgabe des Verbandes ist die Organisation von kontinentalen Meisterschaften im Mountainbike, Bahnradsport, Hallenradsport, BMX und Trial, auch im Paracycling-Bereich. Insgesamt sind dies 20 Europameisterschaften (Stand 2019), darunter die folgenden:
- Straßen-Europameisterschaften
- Bahn-Europameisterschaften
- Cyclocross-Europameisterschaften
- Mountainbike-Europameisterschaften
- Derny-Europameisterschaften
- Gravel-Europameisterschaften
- Trial-Europameisterschaften
- Paracycling-Straßeneuropameisterschaften
- BMX-Rennsport-Europameisterschaften
- BMX-Freestyle-Europameisterschaften
- Radball-Europameisterschaft

Die Sieger der Europameisterschaften bekommen ein Trikot verliehen und haben das Recht, dieses bis zur nächsten Meisterschaft bei allen Rennen ihrer Altersklasse in der von ihnen gewonnenen Disziplin zu tragen. Bis 2013 (und seit mindestens 2008) war dieses blau mit einem Kranz aus gelben Sternen. 2014 wurde kurzzeitig auf ein Design umgestellt, dass an das Verbandslogo angelehnt war. 2016 wurde das heutige, weiße Trikot eingeführt, welches auf blauem Brustband die Europa-Sterne führt, wie sie auch im Logo der UEC zu finden sind. Gewinner der Senioren-Wettbewerbe bekommen analog zum Regenbogentrikot eine Variante mit schmalen Querstreifen.

Meistertrikot bis 2013
Meistertrikot 2014–2015
Meistertrikot seit 2016
Meistertrikot der Senioren

Für 2021 hatte die UEC die Schaffung so genannter Super-Europameisterschaften mit mehreren Disziplinen ins Auge gefasst, die sich alle vier Jahre hätten wiederholen sollen. Diese Pläne scheiterten infolge der Corona-Pandemie und werden derzeit nicht weiter verfolgt.
Vor Gründung der UEC waren – etwa im Bahnradsport – Europameisterschaften oftmals Einladungsrennen von privaten Veranstaltern oder später des Profi-Verbandes, an denen auch Nicht-Europäer teilnehmen konnten. In einigen Disziplinen gelten deshalb Europameister vor 1995 als inoffiziell. 2010 wurden die ersten UEC-Bahn-Europameisterschaften mit umfassendem Programm und 2016 die ersten UEC-Straßen-Europameisterschaften ausgetragen, bei denen auch Titel für Elite-Fahrer vergeben wurden.

## Mitgliedsverbände
Mitglieder der UEC sind folgende 51 nationalen Verbände:
| Land                    | Verband                                                                                       |
| ----------------------- | --------------------------------------------------------------------------------------------- |
| Albanien                | Federata Shqiptare e Çiklizmit                                                                |
| Andorra                 | Federació Andorrana de Ciclisme                                                               |
| Armenien                | Հայաստանի հեծանվային մարզաձևերի ֆեդերացիա (Fédération du Cyclisme de la République d’Arménie) |
| Aserbaidschan           | Azərbaycan Velosiped İdmani Federasiyasi                                                      |
| Belarus                 | Белорусская федерация велосипедного спорта (Belarusian Federation of Cycling Sport)           |
| Belgien                 | Royale Ligue Vélocipédique Belge/Koninklijke Belgische Wielrijdersbond                        |
| Bosnien und Herzegowina | Biciklistički Savez Bosne i Hercegovine                                                       |
| Bulgarien               | Българска Федерация Колоездене (Bulgarian Cycling Federation)                                 |
| Dänemark                | Danmarks Cykle Union                                                                          |
| Deutschland             | Bund Deutscher Radfahrer                                                                      |
| Estland                 | Eesti Jalgratturite Liit                                                                      |
| Finnland                | Suomen Pyöräilyunioni                                                                         |
| Frankreich              | Fédération Française de Cyclisme                                                              |
| Georgien                | საქართველოს ველოსპორტის ეროვნული ფედერაცია (Georgian Cycling Federation)                      |
| Griechenland            | Ελληνικη Ομοσπονδια Ποδηλασιας (Hellenic Cycling Federation)                                  |
| Großbritannien          | British Cycling                                                                               |
| Irland                  | Cycling Ireland                                                                               |
| Island                  | Hjólreiðasamband Íslands                                                                      |
| Israel                  | איגוד האופניים בישראל (Israel Cycling Federation)                                             |
| Italien                 | Federazione Ciclistica Italiana                                                               |
| Kosovo                  | Federata e Çiklizmit e Kosovës                                                                |
| Kroatien                | Hrvatski Biciklisticki Savez                                                                  |
| Lettland                | Latvijas Riteņbraukšanas federācija                                                           |
| Liechtenstein           | Liechtensteiner Radfahrerverband                                                              |
| Litauen                 | Lietuvos Dviračių Sporto Federacija                                                           |
| Luxemburg               | Fédération du Sport Cycliste Luxembourgeois                                                   |
| Malta                   | Maltese Cycling Federation                                                                    |
| Moldau                  | Federaţia de ciclism din Republica Moldova                                                    |
| Monaco                  | Fédération Monégasque de Cyclisme                                                             |
| Montenegro              | Biciklistički Savez Crne Gore                                                                 |
| Niederlande             | Koninklijke Nederlandsche Wielren Unie                                                        |
| Nordmazedonien          | Велосипедска Федерација на Македонија (Cycling Federation of Macedonia)                       |
| Norwegen                | Norges Cykleforbund                                                                           |
| Österreich              | Österreichischer Radsport-Verband                                                             |
| Polen                   | Polski Związek Kolarski                                                                       |
| Portugal                | Federação Portuguesa de Ciclismo                                                              |
| Rumänien                | Federația Română de Ciclism                                                                   |
| Russland                | Федерации велосипедного спорта России (Russian Cycling Federation)                            |
| San Marino              | Federazione Sammarinese Ciclismo                                                              |
| Schweden                | Svenska Cykelförbundet                                                                        |
| Schweiz                 | Swiss Cycling                                                                                 |
| Serbien                 | Biciklisticki Savez Srbije                                                                    |
| Slowakei                | Slovenský zväz cyklistiky                                                                     |
| Slowenien               | Kolesarska Zveza Slovenije                                                                    |
| Spanien                 | Real Federación Española de Ciclismo                                                          |
| Tschechien              | Český Svaz Cyklistiky                                                                         |
| Türkei                  | Türkiye Bisiklet Federasyonu                                                                  |
| Ukraine                 | Федерація велосипедного спорту України (Ukrainian Cycling Federation)                         |
| Ungarn                  | Magyar Kerékpársportok Szövetsége                                                             |
| Vatikanstadt            | Athletica Vaticana                                                                            |
| Zypern                  | Κυπριακη Ομοσπονδια Ποδηλασιας (Cyprus Cycling Federation)                                    |

Mit Sersambandið fyri Súkkling og Triahtlon, dem Radsport- und Triathlon-Verband Färöers, gibt es ein weiteres assoziiertes Mitglied.

## Präsidenten
- 1990–2001: Werner Göhner (GER)
- 2001–2009: Vladimir Holecek (CZE)
- 2009–2013: Wojciech Walkiewicz (POL)
- 2013–2017: David Lappartient (FRA)
- ab September 2017: interimistisch Rocco Cattaneo (SUI)
- 2018–2021: Rocco Cattaneo (SUI)
- seit 2021: Enrico Della Casa (ITA)

## Hall of Fame
In die Hall of Fame der UEC werden Sportlerinnen und Sportler aufgenommen, die während ihrer Laufbahn sowohl Europa- und Weltmeister sowie Olympiasieger wurden. Da im Bahnradsport die meisten Titel ausgefahren werden, wird die Liste von Vertretern dieser Disziplin dominiert. Mit Stand von Ende 2021 ist die offizielle Liste der UEC wie folgt:
- Julien Absalon
- Katie Archibald
- Elinor Barker
- Robert Bartko
- Franziska Brauße
- Lisa Brennauer
- Bart Brentjens
- Julie Bresset
- Matthijs Büchli
- Steven Burke
- Anne-Caroline Chausson
- Ed Clancy
- Gunn-Rita Dahle
- Filippo Ganna
- Jeffrey Hoogland
- Lasse Norman Hansen
- Michail Ignatjew
- Peter Kennaugh
- Jason Kenny
- Laura Kenny
- Niek Kimmann
- Danielle King
- Lisa Klein
- Mieke Kröger
- Jaroslav Kulhavý
- Francesco Lamon
- Harrie Lavreysen
- Miguel Martinez
- Jonathan Milan
- Michael Mørkøv
- Stefan Nimke
- Céline Nivert[14]
- Victoria Pendleton
- Paola Pezzo
- Jason Queally
- Joanna Rowsell
- Nino Schurter
- Olga Sljussarewa
- Sabine Spitz
- Māris Štrombergs
- Geraint Thomas
- Roy van den Berg
- Annemiek van Vleuten
- Elia Viviani
- Kristina Vogel
- Marianne Vos
- Miriam Welte
- Bradley Wiggins